# Guarda Municipal Permanente
A Guarda Municipal Permanente (GMP), também conhecida como Milícia Bandeirante, tendo durante a Guerra da Tríplice Aliança também empregado a denominação de Corpo de Guarda Municipal, foi uma milícia da Província de São Paulo, sendo a primeira versão da atual Polícia Militar do Estado de São Paulo. A criação da Guarda Municipal Permanente foi decretada por Diogo Antônio Feijó em 10 de outubro de 1831, inicialmente pensando em manter a instituição somente para a Corte, entretanto, com base no pedido do deputado Rodrigo A. Monteiro, o então Ministro da Justiça autorizou a criação de um órgão semelhante na Província de São Paulo, assim, durante a presidência de Rafael Tobias de Aguiar, a Guarda Municipal Permanente foi decretada em 15 de dezembro de 1831, sendo inicialmente composta por cem homens de infantaria e trinta de cavalaria.